# Ronnie Hillman
Ronald Keith Ryan Hillman Jr. (* 14. September 1991 in Long Beach, Kalifornien; † 21. Dezember 2022 in Atlanta, Georgia) war ein US-amerikanischer Footballspieler, der in der National Football League (NFL) auflief. Er spielte College-Football für die San Diego State Aztecs. Er wurde von den Denver Broncos in der dritten Runde des NFL Draft 2012 ausgewählt und war Mitglied des Teams, das den Super Bowl 50 gewann. Hillman spielte später für die Minnesota Vikings, San Diego Chargers und Dallas Cowboys.

## Jugend
Hillman wurde am 14. September 1991 in Long Beach, Kalifornien, geboren. Er wuchs im nahe gelegenen Compton auf, spielte Football in einer Sportliga, die vom Rapper Snoop Dogg für Jugendliche in der Innenstadt betrieben wurde, und war in einem All-Star-Team mit dem späteren NFL-Spieler De'Anthony Thomas. Er hat vier Brüder und eine Schwester. In seinen frühen Jahren, als er die La Habra High School besuchte, spielte er Basketball und Football, zudem betrieb er Leichtathletik. Im Highschool-Football spielte er als Running Back. 2008 wurde er zum Offensivspieler des Jahres der Southwest Division ernannt, nachdem er dazu beigetragen hatte, die Highlanders in einer Saison, in der er 1.615 Yards und 20 Touchdowns erzielte, zur CIF Southern Section Southwest Division-Meisterschaft zu führen. Als Senior im Jahr 2009 wurde er zum MVP der Freeway League gewählt, da er für 2.104 Total-Yards (1.251 Rushing Yards mit 14 Touchdowns) und 27 Gesamt-Touchdowns für Total-Yards verantwortlich war, die Highlanders zu einem 12-2-Rekord und zum CIF Southern Section Southwest Division-Titel 2008 führte sowie die Freeway League-Meisterschaft 2008 gewonnen hatte.
Er unterschrieb bei der San Diego State University (SDSU), um für die Footballmannschaft der SDSU zu spielen.

## College-Karriere
Hillman musste die Saison 2009 aussetzen, während die SDSU administrative Probleme im Zusammenhang mit seiner Zulassung klärte. Er nahm sich das Jahr frei, zog nach Atlanta, arbeitete als Kellner in einem Applebee’s Restaurant und studierte, wiederholte und bestand seine College-Aufnahmeprüfung, die es ihm ermöglichte, im folgenden Jahr an die SDSU zurückzukehren.

### Freshman-Saison
Als Neuling im Jahr 2010 erzielte Hillman 1.532 Yards und erzielte 17 Rushing Touchdowns. Am 18. September 2010 erzielte er in seinem dritten College-Football-Spiel 228 Rushing Yards gegen Missouri. Er wurde zum Rookie des Jahres der Mountain West Conference (MWC) ernannt.

### Sophomore-Saison
In seinem zweiten Jahr wurde Hillman von der Associated Press zum All-American des Third Teams ernannt und erhielt seine zweite All-MWC-Team in Folge für das First Team. Er erzielte 1.711 Yards und 19 Touchdowns während der Saison. Er belegte den vierten Platz unter allen Spielern in der NCAA Football Bowl Subdivision mit durchschnittlich 131,6 Rushing Yards pro Spiel. Er belegte den dritten Platz bei den Rushing Yards. Am 17. September 2011 standen die San Diego State Aztecs im Qualcomm Stadium den ungeschlagenen Washington State Cougars gegenüber. Hillman erzielte bei vier Touchdowns und führte die Azteken zu einem 42-24-Sieg und ihrem ersten 3-0-Start seit 30 Jahren.
Im Januar 2012 gab Hillman bekannt, dass er einen Agenten beauftragt habe und am NFL Draft 2012 teilnehmen werde.

## NFL-Karriere

### Denver Broncos

#### Saison 2012
Hillman wurde in der dritten Runde an 67. Stelle von den Denver Broncos gedraftet und unterzeichnete einen Vierjahresvertrag mit dem Team. In Woche 10 gegen die Carolina Panthers erzielte Hillman seinen ersten Karriere-Touchdown mit einem 5-Yard-Lauf.

#### Saison 2013
In Woche 3 erzielte er seinen zweiten Touchdown in der NFL, einen 1-Yard-Rushing-Touchdown, zum Sieg gegen die Oakland Raiders. Hillman war in der Post-Saison inaktiv, als die Broncos den Super Bowl XLVIII erreichten, diesen verlor Denver aber mit 43-8 gegen die Seattle Seahawks.

#### Saison 2014
Nachdem sein Teamkollege Montee Ball mit einer Leistenverletzung ausgefallen war, wurde Hillman als Starter eingesetzt. Bei seinem ersten Karrierestart als Starter hatte Hillman sein erstes 100-Yard-Rushing-Spiel bei einem Sieg bei den New York Jets in Woche 6. Es folgte ein weiteres 100-Yard-Rushing-Spiel gegen die Chargers in Woche 8, zusammen mit zwei Touchdowns gegen die San Francisco 49ers in Woche 7 und die New England Patriots in Woche 9. Ein verstauchter Fuß, den er sich während des Sieges der Broncos in Woche 10 gegen die Oakland Raiders zugezogen hatte, zwang Hillman dazu, fast alle verbleibenden Spiele der Saison zu verpassen.

#### Saison 2015
Hillman hatte 2015 die produktivste Saison seiner Karriere, spielte jedes Spiel der regulären Saison und hatte vier 100-Yard-Rushing-Läufe, erzielte sieben Touchdowns und erlief 863 Yards für das Team. In Woche 4 gegen die Minnesota Vikings lief Hillman für einen 72-Yard-Touchdown, den längsten in seiner NFL-Karriere und den längsten Touchdown-Lauf eines Broncos in 15 Saisons, den viertlängsten in der Franchise-Geschichte. In Woche 17 brachte sein 23-Yard-Touchdown-Lauf beim Comeback-Sieg über die San Diego Chargers ein Unentschieden und half den Broncos, die Saison 12-4 zu beenden und den Top-Seed der AFC für die folgenden Playoffs zu sichern. Hillman war Teil des Broncos-Teams, das die Carolina Panthers mit 24:10 besiegte, um den Super Bowl 50 zu gewinnen. Er wurde der erste Absolvent von Snoop Doggs Jugendfootballprogramm, der einen Super Bowl gewann.

#### Saison 2016
Am 18. April 2016 unterzeichnete Hillman erneut einen Einjahresvertrag über 2 Millionen US-Dollar bei den Broncos. Er wurde jedoch von den Broncos vor Beginn der regulären Saison entlassen.

### Minnesota Vikings
Am 21. September 2016 wurde Hillman von den Minnesota Vikings verpflichtet, nachdem Adrian Peterson in Woche 2 eine Verletzung erlitten hatte. Nachdem er fünf Spiele gespielt hatte, in denen er insgesamt 50 Rushing Yards bei 18 Carrys hatte und 43 Yards bei vier Catches erzielte, wurde er am 21. November 2016 von den Vikings entlassen.

### San Diego Chargers
Am folgenden Tag, am 22. November 2016, versuchten die Broncos, Hillman zurückzuholen, aber er wurde stattdessen von den San Diego Chargers verpflichtet. Es gelang ihm, vor dem Ende der Saison in drei Spielen für die Chargers zu spielen.

### Dallas Cowboys
Am 27. Juli 2017 wurde Hillman von den Dallas Cowboys unter Vertrag genommen. Am Ende der Pre-Saison wurde er am 2. September dieses Jahres von den Cowboys entlassen.

## Krankheit und Tod
Bei Hillman wurde im August 2022 ein Nierenmarkskarzinom diagnostiziert, eine seltene Form von Nierenkrebs. Die Krebsbehandlungen blieben erfolglos, und im Dezember 2022 ging er wegen der Krebserkrankung und einer Lungenentzündung in ein Hospiz. Er starb am 21. Dezember 2022 im Alter von 31 Jahren.